# Memorandum di Sharm el-Sheikh
Il Memorandum di Sharm el-Sheikh o, in modo completo, il Memorandum di Sharm el-Sheikh per l'attuazione degli impegni di accordi firmati, e la ripresa dei negoziati sullo status finale, è stato un Memorandum firmato il 4 settembre 1999 dal primo ministro di Israele Ehud Barak ed il presidente dell'OLP Yasser Arafat a Sharm el Sheikh, in Egitto, con la supervisione da parte degli Stati Uniti rappresentati dal Segretario di Stato Madeleine Albright. Il Memorandum è stato co-firmato e testimoniato dal presidente egiziano Hosni Mubarak e dal re Abdullah di Giordania.
Il suo scopo era quello di attuare l'Accordo ad interim sulla Cisgiordania e la Striscia di Gaza (Oslo II) del settembre 1995, ed attuare tutti gli altri accordi tra l'OLP e Israele dal settembre 1993: Protocollo sulle relazioni economiche (1994); Accordo del Cairo sulla Striscia di Gaza e la zona di Gerico (1994); Dichiarazione di Washington (1994), l'Accordo di preparazione sul trasferimento dei poteri e delle responsabilità tra Israele e l'OLP (1994); Protocollo sull'ulteriore trasferimento di poteri e responsabilità (1995).
Le due parti hanno convenuto di:
- Riprendere i negoziati sullo status permanente orientati all'obiettivo di raggiungere un accordo di status finale. Essi hanno ribadito che il negoziato sullo status definitivo comporterà l'applicazione delle Risoluzioni del Consiglio di Sicurezza 242 e 338. Essi hanno convenuto di fare uno sforzo per concludere un accordo quadro, e la fissazione di un calendario per il raggiungimento di questi obiettivi.
- Nelle fasi 1 e 2 di ulteriori riassegnazioni, la parte israeliana si è impegnata, per il 5 settembre 1999, di trasferire il 7% da Area C a Area B; il 15 novembre 1999 di trasferire il 2% da Area B ad Area A, e 3 % da zona C a zona B; il 20 gennaio 2000, di trasferire l'1% da zona C a zona A, e 5,1%, da Area B a Area A.[1]
- Discusso le questioni relative al rilascio dei prigionieri palestinesi dalle carceri militari israeliane.
- Vari comitati saranno istituiti per monitorare i redeployments e il ritorno alla vita civile.
- Saranno negoziati e attuati punti di attraversamento e rotte per il passaggio sicuro.
- Esigenze per il pacifico e normale funzionamento del mare, porto e aeroporto di Gaza.
- Esaminare la situazione nella Tomba dei Patriarchi / Al Haram Al Ibrahimi.
- Questioni di sicurezza: "Le due parti, in conformità con i precedenti accordi, atti a garantire l'immediata, efficiente ed efficace la gestione di qualsiasi evento che coinvolge una minaccia o atto di terrorismo, di violenza o di incitamento, se commessi dai palestinesi o israeliani..."
- Le due parti hanno invitato la comunità internazionale dei donatori a rafforzare il suo impegno e il sostegno finanziario per lo sviluppo economico palestinese e per il processo di pace relativo al conflitto israelo-palestinese.
- Riconoscendo la necessità di creare un ambiente positivo per i negoziati, nessuna delle due parti deve iniziare o adottare qualsiasi disposizione volta a cambiare lo status della Cisgiordania e della Striscia di Gaza in base allo status degli accordi di Oslo.
- Obblighi relativi alle date che cadono nei giorni festivi o di sabato.